# 8e régiment d'infanterie territoriale
Pour les articles homonymes, voir 8e régiment.
Le 8e régiment d'infanterie territoriale est un régiment d'infanterie de l'armée de terre française qui a participé à la Première Guerre mondiale.

## Chefs de corps
- 2 août 1914 : Lieutenant-colonel Vigneau

## Historique des garnisons, combats et batailles du8eRIT
Le régiment reçoit son numéro par décret du 19 mars 1875, en prévision de la mobilisation

### Première Guerre mondiale
Le 8e régiment d'infanterie territoriale, est mobilisé à Dunkerque et ses environs :
- État-major et dépôt à Bergues
- 1er bataillon à Zuydcoote (1re, 2e, 3e et 4e compagnies
- 2e bataillon à Grande-Synthe (5e, 6e, 7e et 8e compagnies
- 3e bataillon à Leffrinckoucke (9e, 10e, 11e et 12e compagnies
- 4e bataillon à Bergues (13e, 14e, 15e et 16e compagnies

#### 1914
Le 8 août les compagnies du dépôt (21e, 22e, 23e et 24e compagnies, tiennent garnison à Dunkerque. Le régiment organise la 1re ligne de résistance de la place et fournit de nombreux travailleurs pour l'exécution des travaux que le génie effectue sur la ligne principale de défense.
Le 9 septembre les bataillons de guerre sont portés à 1 200 hommes.
Le 14 septembre le 4e bataillon est envoyé à Roesbrugge, en Belgique, et ont un engagement avec un parti de cavalerie allemande, durant lequel le régiment déplore 2 morts et 10 blessés.
Le 15 septembre les unités sont à nouveau réparties :
- État-major à Rosendaël
- 1er bataillon à Zuydcoote
- 2e bataillon au Chapeau-Rouge à Téteghem-Coudekerque-Village
- 3e bataillon à Leffrinckoucke
- 4e bataillon à Dunkerque
- dépôt à Malo-les-Bains

Le 16 septembre le 2e bataillon est envoyé à la garde des voies ferrées que les Allemands détruisent dans leur retraite vers l'est. L'état-major s'établit à Hazebrouck et les compagnies sont détachées à La Madeleine, Dourges, Lens et Don Sainghin.
Le 17 septembre le 2e bataillon a un engagement avec des automobiles allemandes.
Le 1er octobre la 3e compagnie, prend en main 600 prisonniers qu'elle conduit jusqu'au Bourget et rentre à Zuydcoote le 5 octobre.
Le 11 octobre les 2e et 3e bataillons livrent deux combats à Raches et Orchies durant lesquels la 9e compagnie s'empare d'un canon. Après ces engagements, les deux bataillons rejoignent Lille avec un bataillon du 5e régiment d'infanterie territoriale et diverses autres troupes envoyées spécialement à Lille.
Le même jour, la 10e compagnie envoyée sur Dunkerque, avec les bagages, est attaquée et dispersée et son capitaine fait prisonnier. Les débris parviennent à rejoindre Dunkerque.
Entre-temps se déroulent les évènements de Lille.
 Cette ville attaquée par un corps d'armée et violemment bombardée est prise le 13 octobre avec les troupes qui la défendaient. 
Compte rendu concernant la défense de Lille : 
« Les 2e et 3e bataillons du « 8e régiment d'infanterie territoriale » avec un bataillon du 5e régiment d'infanterie territoriale, au nombre de 3 000, ont tenu tête, pendant 3 jours, à tout un corps d'armée ennemi et ne se sont rendus qu'après que toute prolongation de la défense fut devenue impossible et qu'une partie de la ville était brulée. Le général en chef ennemi, le prince de Bavière, a rendu son épée au lieutenant-colonel de Pardiene, en lui disant devant tout le monde « Colonel je suis heureux de vous rendre votre épée, gage de votre vaillance, en témoignage de l'héroïsme de vos troupes ». »
Quelques éléments du régiment parviennent toutefois à s'échapper et regagnent Dunkerque.

Le 4 novembre le 4e bataillon part pour Furnes se mettre à la disposition de la mission française en Belgique. Le 18 novembre, après avoir fait le service dans les tranchées au nord de l'Yser, le bataillon rentre cantonner à Grande-Synthe, à l'exception de la section de mitrailleuses, qui rentre le 2 décembre.
Le 21 décembre la 4e compagnie du 1er bataillon détruite à Lille est reconstituée.
Le 30 décembre des avions allemands lancent des bombes sur le camp retranché de Dunkerque.

#### 1915
Le 1er janvier un 2e bataillon, qui avait été détruit au siège de Lille, est reconstitué avec les 8e et 10e compagnies et de 2 nouvelles compagnies.
 A cette date le régiment occupe les emplacements suivants :
- État-major à Rosendaël
- 1er bataillon au Chapeau-Rouge à Téteghem-Coudekerque-Village
- 2e bataillon à Malo-les-Bains
- 3e bataillon détruit au siège de Lille il n'est pas reconstitué
- 4e bataillon à Rosendaël
- dépôt à Le Kursaal de Dunkerque

Les 6 et 10 janvier des avions allemands lancent des bombes sur le camp retranché de Dunkerque.
Extrait de l'ordre du général commandant le groupement de Nieuport du 6 mars :
1. « Par décision du général en chef en date du 3 mars 1915, un régiment territorial de la place de Dunkerque est affecté au groupement de Nieuport[2].
2. La répartition des troupes entre les secteurs du front de terre sera en conséquence modifiée comme suit:
  1. Le nouveau régiment (8e régiment d'infanterie territoriale) sera mis en entier à la disposition du contre-amiral commandant le secteur nord.
  2. Cantonnement et emploi du 8e régiment d'infanterie territoriale
    - État-major à Coxyde-Village
    - 1 bataillon en 1re ligne
    - 1 bataillon à Oostduinkerke
    - 1 bataillon avec 2 compagnies à Coxyde-Village et 2 compagnies à Coxyde-les-Bains »

Par l'itinéraire Adinkerque, La Panne et Coxyde, le régiment rejoint ses positions.
En conséquence de ses dispositions :
Le 1er bataillon montra au front le 9 mars en même temps que le 3e bataillon du 2e régiment de Marins actuellement à Coxyde-Village. Il fournira dans les tranchées du Boterdyck et les tranchées de 2e ligne 3 compagnies sauf une section chargée de la garde des ponts. Les mitrailleuses s'installeront la tranchée de Boterdyck. La section de garde des ponts relèvera dans ce service la section de marins qui en est chargée et qui ralliera sa compagnie. La dernière compagnie du bataillon sera destinée aux différents services de Nieuport.
Extrait de l'ordre de l'amiral commandant la brigade de marins du 12 mars :
« Par modification par l'ordre du 8 mars le service du bataillon de territoriale au front sera réglé comme suit à partir de ce soir 14 mars :
- Une compagnie dans les tranchées de Boterdyck avec les mitrailleurs du bataillon.
- Une compagnie; 2 sections au Redan (saillant Nord-Est de Boterdyck) pendant la nuit. Au jour une de ces sections viendra cantonner dans une cave de Nieuport pour reprendre à la nuit son service à Redan. Une section au Pont de Pierre (angle du Boterdyck et du canal de Paschendale. Une section dans l'ouvrage à organiser au point où l'ancienne deuxième ligne des Belges rejoint la route de Lombardzyde (ouvrage pour une section). Cette section exécutera les travaux d'organisation de cet ouvrage pendant la nuit. Au jour elle ira cantonner à Groot-Laber ou un cantonnement lui est réservé, et reviendra au travail dès la nuit.
- Une compagnie, dont une partie à Nieuport-Ville pour assurer les services de garde des cinq ponts (pont Michel, pont sur le Nord, pont Vaert, pont de la route de Rams, pont Cappel et l'autre partie pour assurer le service de police, garder les issues et la propreté de la ville.
- Une compagnie en réserve, provisoirement à Oostduinkerke, qui aura à fournir les travailleurs et porteurs demandés par les unités au front. »

Durant cette guerre de tranchées, les compagnies du régiment se relaient dans les tranchées de 1re ligne et de 2e ligne, ainsi que pour les corvées et les périodes de cantonnement. Les morts et les blessés sont quotidiens.

## Drapeau
Il porte, cousues en lettres d'or dans ses plis, les inscriptions suivantes :
- Artois 1915
- Verdun 1916